# Paspalum cromyorhizon
Paspalum cromyorhizon är en gräsart som beskrevs av Carl Bernhard von Trinius och Johann es Christoph Christian Döll. Paspalum cromyorhizon ingår i släktet tvillinghirser, och familjen gräs. Inga underarter finns listade i Catalogue of Life.